# Alfie McCalmont
Alfie John McCalmont (Thirsk, Inglaterra, Reino Unido, 25 de marzo de 2000) es un futbolista británico que juega en la demarcación de centrocampista para el Central Coast Mariners F. C. de la A-League.

## Selección nacional
Tras jugar con la selección de fútbol sub-17 de Irlanda del Norte, la sub-19 y la sub-21, finalmente hizo su debut con la selección absoluta el 5 de septiembre de 2019 en un partido contra Luxemburgo que finalizó con un resultado de 1-0 a favor del combinado norirlandés tras un autogol de Kevin Malget.

## Clubes
| Club                              | País       | Año       | Partidos | Goles |
| --------------------------------- | ---------- | --------- | -------- | ----- |
| Leeds United F. C.                | Inglaterra | 2019-2020 | 2        | 0     |
| Oldham Athletic A. F. C. (cedido) | Inglaterra | 2020-2021 | 39       | 10    |
| Morecambe F. C. (cedido)          | Inglaterra | 2021-2022 | 31       | 1     |
| Leeds United F. C.                | Inglaterra | 2022-2023 | 0        | 0     |
| Carlisle United F. C.             | Inglaterra | 2023-2024 | 54       | 4     |
| Central Coast Mariners F. C.      | Australia  | 2024-     | 23       | 1     |

## Palmarés

### Campeonatos nacionales
| Título           | Club               | País       | Año  |
| ---------------- | ------------------ | ---------- | ---- |
| EFL Championship | Leeds United F. C. | Inglaterra | 2020 |